# Lucienne Pageot-Rousseaux
Lucienne Pageot-Rousseaux (Paris, 6 avril 1899 - Paris, 28 mai 1994) est une peintre française, spécialisée dans les sujets du ballet et de la danse.

## La formation
Lucienne Pageot-Rousseaux dessine depuis son enfance. Très jeune, elle suit l'enseignement de Lucien Lévy-Dhurmer, un des grands peintres symbolistes français.

## La peinture
Lucienne Pageot-Rousseaux commence à exposer en solo en 1923. Elle participe à l'épreuve de peinture du concours d'art aux Jeux olympiques d'été de 1928. Dans les années 1930, elle est soutenue par la Galerie Charpentier qui lui organise notamment une grande exposition en 1937 à Paris, l'année de l'Exposition universelle. L'artiste réalise de nombreux portraits d'artistes, dont Georges Pitoëff ou Serge Lifar.
Après la Seconde Guerre mondiale, elle continue à exposer ; ses œuvres deviennent plus synthétiques, avec des raccourcis qui rappellent ses dessins de presse.

## Le dessin de scène
Lucienne Pageot-Rousseaux a été un des plus importants dessinateurs de danse et de ballet du XXe siècle. Elle prenait des croquis au crayon pendant les spectacles puis les réduisait à leurs traits les plus significatifs avec un pinceau chargé d'encre de Chine.